# Saint-Savin (Gironde)
Saint-Savin település Franciaországban, Gironde megyében. Lakosainak száma 3468 fő (2022. január 1.). Saint-Savin Bussac-Forêt, Saint-Mariens, Civrac-de-Blaye, Saint-Christoly-de-Blaye, Saugon, Reignac, Donnezac és Saint-Yzan-de-Soudiac községekkel határos.

## Népesség
A település népessége az elmúlt években az alábbi módon változott:
| Lakosok száma | 1640 | 1757 | 1886 | 2545 | 3050 | 3179 | 3208 | 3250 | 3313 | 3468 |
|               | 1968 | 1982 | 1990 | 2006 | 2013 | 2015 | 2017 | 2019 | 2020 | 2022 |